# Енес Унал
Енес Унал (тур. Enes Ünal; нар. 10 травня 1997, Бурса, Туреччина) — турецький футболіст, нападник іспанського клубу «Хетафе».

## Клубна кар'єра

### «Бурсаспор»
Народився в Османгази (один з кварталів міста Бурса), футболом розпочав займатися в дитячо-юнацькій академії «Бурсаспора». На дорослому рівні дебютував 1 серпня 2013 року в нічийному (2:2) виїзному поєдинку на «Караджорджі» першого матчу третього кваліфікаційного раунду Ліги Європи проти «Воєводини». Енес вийшов на поле за 5 хвилин до закінчення матчу, замінивши Себастьяна Пінто.
Вперше у Суперлізі зіграв 25 серпня 2013 року в поєдинку проти «Галатасарая», на 71-й хвилині замінив Ферхата Кираза, а три хвилини по тому відзначився дебютним голом за «Бурсаспор» (після передачі Пабло Батальї). Таким чином, Унал став наймолодшим автором голу в Суперлізі. 21 жовтня відзначився другим голом в елітному дивізіоні турецького чемпіонату, після передачі від Шенера Озбайракли. 19 грудня 2013 року на 80-й хвилині матчу кубку Туреччини проти «Інеголспора» замінив Мусу Чагирана, дві хвилини по тому відзначився другим голом «Бурсаспору» в поєдинку (реалізував пенальті), а на 86-й хвилині відзначився третім голом за команду з Бурси. 12 лютого 2014 року в поєдинку групового етапу кубку Туреччини відзначився 3-м голом своєї команди у воротах «Акхісар Беледієспор». «Бурсаспор» з 13-а набраними очками фінішував на першому місці в групі та вийшов до півфіналу, де зустрівся з «Галатасараєм».

### «Манчестер Сіті»
7 липня 2015 року клуб англійської Прем'єр-ліги «Манчестер Сіті» підписав Енеса Унала за 2 мільйони фунтів стерлінгів, таким чином турок став першим літнім придбанням «городян». Дебютував за нову команду під час турне манчестерського клубу по Австралії, в переможному (2:0) поєдинку проти «Аделаїди Юнайтед».
31 липня 2015 року «Манчестер Сіті» оголосив, що Унал вирушить в 2-річну оренду до представника бельгійської Про-Ліги «Генк». 29 січня 2016 року орендну угоду розірвали й Енес повернувся до Манчестера.
1 лютого 2016 року нідерландський клуб «НАК Бреда» орендував Унала до завершення сезону; 18 днів по тому турок відзначився дебютним голом за нову команду, у воротах «Фортуни» (Сіттард). Дебютним в кар'єрі хет-триком відзначився 11 квітня 2016 року у воротах «Телстара».
23 липня 2016 року Енес вирушив в оренду до завершення сезону 2016/17 років до іншого нідерландського клубу, «Твенте». 21 серпня дебютував у складі нової команди, в якому відзначився своїм другим хет-триком у кар'єрі. В наступному матчі відзначився ще двома голами, в переможному (4:1) поєдинки проти «АДО Ден Гаг».

### «Вільярреал»
30 травня 2017 року Енес перейшов до представника Ла-Ліги «Вільярреал» за 12 мільйонів фунтів з опцією викупу для «Манчестер Сіті». Дебютував за нову команду 21 серпня в програному (0:1) поєдинку 1-у турі проти «Леванте». Дебютним голом за «Вільярреал» відзначився 10 вересня в переможному (3:1) поєдинку проти «Реал Бетіса».
30 жовтня 2017 року Унал в екстренному порядку вирушив в оренду в «Леванте» до червня 2018 року з можливістю її продовження в січні. Дебютним голом за нову команду відзначився 5 листопада 2017 року в програному (1:2) поєдинку проти «Жирони».
26 грудня 2017 року «Вільяреал» скористався опцією повернення й три дні по тому Унал приєднався до клубу. 19 серпня перейшов в 1-річну оренду до дебютанта Ла-Ліги «Реал Вальядоліда». У липні 2019 року орендну угоду Енеса продовжили до кінця сезону 2019/20 років.

## Кар'єра в збірній
Відзначився 25-а голами в 24-х матчах у юнацькій збірній Туреччині U-16, швидко переведений до юнацької збірної Туреччини U-17, а після дебютного голу на професіональному рівні 2013 року переведений до молодіжної збірної Туреччини, незважаючи на свій 16-річний вік. Дебютним голом за «молодіжку» в переможному (4:0) поєдинку проти Мальти.
Енес дебютував за національну збірну Туреччини 31 березня 2015 року, замінивши Олджая Шахана на 57-й хвилині переможного (2:1) товариського поєдинку проти збірної Люксембургу на стадіоні Жозі Бартель. Після цього до національної команди не викликався майже рік, вдруге за національну команду зіграв 31 серпня 2016 року в товариському матчі проти збірної Росії.
30 вересня 2016 року Унал був викликаний для участі на кваліфікаційні матчі ЧС-2018 проти України та Ісландії. Вперше у стартовому складі збірної вийшов на поле 6 жовтня в нічийному (2:2) поєдинку проти Україні. 17 листопада 2019 року Енес відзначився першими двома голи за збірну Туреччину у переможному (2:0) поєдинку кваліфікації чемпіонату Європи 2020 проти Андорри.

## Особисте життя
Батько Енеса, Месут Унал, також був професіональним футболістом, який грав за «Бурсаспор» та молодіжну збірну Туреччини.
Сім'я Уналів стала вболівальниками «Манчестер Сіті» після того, як на 94-й хвилині Серхіо Агуеро відзначився голом, який приніс «городянам» титул переможця Прем'єр-ліги 2012 року.
Зустрічався з бельгійською футболісткою Лізою Смеллерс, яка грає за жіночу команду «Генка». Пара взяла шлюб у грудні 2019 року.

## Статистика виступів

### Клубна
Станом на 28 лютого 2020
| Клуб                 | Сезон             | Ліга              | Ліга  | Ліга | Кубок | Кубок | Континентальні | Континентальні | Інші  | Інші | Загалом | Загалом |
| Клуб                 | Сезон             | Дивізіон          | Матчі | Голи | Матчі | Голи  | Матчі          | Голи           | Матчі | Голи | Матчі   | Голи    |
| -------------------- | ----------------- | ----------------- | ----- | ---- | ----- | ----- | -------------- | -------------- | ----- | ---- | ------- | ------- |
| «Бурсаспор»          | 2013–14           | Суперліга         | 16    | 3    | 5     | 3     | 2              | 0              | —     | —    | 23      | 6       |
| «Бурсаспор»          | 2014–15           | Суперліга         | 19    | 1    | 10    | 0     | 2              | 0              | —     | —    | 31      | 1       |
| «Бурсаспор»          | Загалом           | Загалом           | 35    | 4    | 15    | 3     | 4              | 0              | 0     | 0    | 54      | 7       |
| «Манчестер Сіті»     | 2015–16           | Прем'єр-ліга      | 0     | 0    | 0     | 0     | 0              | 0              | —     | —    | 0       | 0       |
| «Генк» (оренда)      | 2015–16           | Про-Ліга Бельгії  | 12    | 1    | 2     | 1     | 0              | 0              | —     | —    | 14      | 2       |
| «НАК Бреда» (оренда) | 2015–16           | Еерстедивізі      | 11    | 8    | 0     | 0     | —              | —              | 3     | 0    | 14      | 8       |
| «Твенте» (оренда)    | 2016–17           | Ередивізі         | 32    | 18   | 1     | 1     | —              | —              | —     | —    | 33      | 19      |
| «Вільярреал»         | 2017–18           | Ла-Ліга           | 23    | 5    | 3     | 0     | 5              | 0              | —     | —    | 31      | 5       |
| «Леванте» (оренда)   | 2017–18           | Ла-Ліга           | 7     | 1    | 0     | 0     | —              | —              | —     | —    | 7       | 1       |
| «Леванте» (оренда)   | 2018–19           | Ла-Ліга           | 33    | 6    | 1     | 0     | —              | —              | —     | —    | 34      | 6       |
| «Леванте» (оренда)   | 2019–20           | Ла-Ліга           | 23    | 4    | 2     | 2     | —              | —              | —     | —    | 25      | 6       |
| «Леванте» (оренда)   | Загалом           | Загалом           | 56    | 10   | 3     | 2     | 0              | 0              | 0     | 0    | 59      | 12      |
| Усього за кар'єру    | Усього за кар'єру | Усього за кар'єру | 176   | 47   | 24    | 7     | 9              | 0              | 3     | 0    | 212     | 54      |

Примітки
1. ↑  Включаючи матчі Кубку Туреччини, Кубку Бельгії, Кубку Нідерландів та Кубку Іспанії
2. ↑  В тому числі й матчі плей-оф за право підвищитися в класі

## Матчі за збірну
Станом на 17 листопада 2019
| 2015    | 1  | 0 |
| 2016    | 2  | 0 |
| 2017    | 4  | 0 |
| 2018    | 4  | 0 |
| 2019    | 2  | 2 |
| Загалом | 13 | 2 |

### Голи за збірну
Станом на 17 липня 2019.
| № | Дата              | Місце                                           | Поєдинках | Суперник | Рахунок | Результат | Змаганнях                           |
| - | ----------------- | ----------------------------------------------- | --------- | -------- | ------- | --------- | ----------------------------------- |
| 1 | 17 листопада 2019 | Національний стадіон, Андорра-ла-Велья, Андорра | 13        | Андорра  | 1–0     | 2–0       | кваліфікація чемпіонату Європи 2020 |
| 2 | 17 листопада 2019 | Національний стадіон, Андорра-ла-Велья, Андорра | 13        | Андорра  | 2–0     | 2–0       | кваліфікація чемпіонату Європи 2020 |